# Ponta dos Coatis (sub-bacia)
Ponta dos Coatis é uma sub-bacia hidrográfica localizada na cidade de Porto Alegre, capital do estado brasileiro do Rio Grande do Sul.
É uma das vinte e sete sub-bacias que servem à Bacia Hidrográfica do Lago Guaíba no território da cidade. Segundo o Atlas Ambiental de Porto Alegre (1998), a sub-bacia tem uma área de 0,59 km², sendo a terceira menor de todas em área, atrás apenas das sub-bacias da Ponta da Serraria (0,10 km²) e do Arroio Ponta do Melo (0,40 km²).
Compreende todos os cursos e corpos d'água existentes na região da pequena península (ponta) dos Coatis, próxima do pequeno morro de mesmo nome, com cerca de 70m de altitude, e da Ilha Francisco Manoel. Trata-se de uma região essencialmente voltada à agropecuária, pertencente à demarcação da Zona Rural de Porto Alegre. Atualmente, esse território faz parte do bairro Boa Vista do Sul, desde a entrada em vigor da Lei Ordinária Nº 12.112, de 22 de agosto de 2016, que redefiniu os limites dos bairros na cidade.